# Доктор-Филлипс (Флорида)

## География
По данным Бюро переписи населения США статистически обособленная местность Доктор-Филлипс имеет общую площадь в 12,69 квадратных километров, из которых 8,81 кв. километров занимает земля и 3,88 кв. километров — вода. Площадь водных ресурсов округа составляет 30,58 % от всей его площади.
Статистически обособленная местность Доктор-Филлипс расположена на высоте 37 м над уровнем моря.

## Демография
| Год переписи        | Нас. |  | %±    |
| ------------------- | ---- |  | ----- |
| 1990                | 7963 |  | —     |
| 2000                | 9548 |  | 19,9% |
| 1990–2000 Источник: |      |  |       |

По данным переписи населения 2000 года в Доктор-Филлипс проживало 9548 человек, 2691 семья, насчитывалось 3451 домашнее хозяйство и 3769 жилых домов. Средняя плотность населения составляла около 752,4 человек на один квадратный километр. Расовый состав населённого пункта распределился следующим образом: 44,14 % белых, 33,05 % — чёрных или афроамериканцев, 0,06 % — коренных американцев, 8,46 % — азиатов, 0,03 % — выходцев с тихоокеанских островов, 2,31 % — представителей смешанных рас, 1,94 % — других народностей. Испаноговорящие составили 10,36 % от всех жителей статистически обособленной местности.
Из 3451 домашних хозяйств в 39,4 % воспитывали детей в возрасте до 18 лет, 65,7 % представляли собой совместно проживающие супружеские пары, в 9,1 % семей женщины проживали без мужей, 22,0 % не имели семей. 17,5 % от общего числа семей на момент переписи жили самостоятельно, при этом 4,6 % составили одинокие пожилые люди в возрасте 65 лет и старше. Средний размер домашнего хозяйства составил 2,77 человек, а средний размер семьи — 3,14 человек.
Население статистически обособленной местности по возрастному диапазону по данным переписи 2000 года распределилось следующим образом: 26,5 % — жители младше 18 лет, 6,7 % — между 18 и 24 годами, 28,5 % — от 25 до 44 лет, 28,5 % — от 45 до 64 лет и 9,8 % — в возрасте 65 лет и старше. Средний возраст жителей составил 39 лет. На каждые 100 женщин в Доктор-Филлипс приходилось 95,2 мужчин, при этом на каждые сто женщин 18 лет и старше приходилось 94,7 мужчин также старше 18 лет.
Средний доход на одно домашнее хозяйство статистически обособленной местности составил 70 754 доллара США, а средний доход на одну семью — 76 992 доллара. При этом мужчины имели средний доход в 51 616 долларов США в год против 30 696 долларов среднегодового дохода у женщин. Доход на душу населения статистически обособленной местности составил 70 754 доллара в год. 3,4 % от всего числа семей в населённом пункте и 4,4 % от всей численности населения находилось на момент переписи населения за чертой бедности, при этом 3,4 % из них были моложе 18 лет и 4,8 % — в возрасте 65 лет и старше.